# James Birdsall
James Birdsall (* 1783 in New York; † 20. Juli 1856 in Flint, Michigan) war ein US-amerikanischer Jurist und Politiker. Zwischen 1815 und 1817 vertrat er den Bundesstaat New York im US-Repräsentantenhaus.

## Werdegang
James Birdsall studierte Jura. Seine Zulassung als Anwalt erhielt er 1806 und begann dann als erster niedergelassener Anwalt in Norwich im Chenango County zu praktizieren. 1811 war er Vormundschafts- und Nachlassrichter (surrogate) im Chenango County.
Als Gegner einer zu starken Zentralregierung schloss er sich in jener Zeit der von Thomas Jefferson gegründeten Demokratisch-Republikanischen Partei an. Bei den Kongresswahlen des Jahres 1814 für den 14. Kongress wurde er im 15. Wahlbezirk von New York in das US-Repräsentantenhaus in Washington, D.C. gewählt, wo er am 4. März 1815 die Nachfolge von Isaac Williams junior und Joel Thompson antrat, welche zuvor zusammen den Distrikt im US-Repräsentantenhaus vertreten hatten. Er schied nach dem 3. März 1817 aus dem Kongress aus.
Birdsall saß im Jahr 1827 in der New York State Assembly. Er war einer der Gründer der Bank of Chenango. 1839 zog er nach Fenton im Genesee County und von dort dann nach Flint, wo er am 20. Juli 1856 starb. Sein Leichnam wurde auf dem Glenwood Cemetery beigesetzt.